# Túnel Zuzu Angel
O Túnel Zuzu Angel, antigamente Túnel Dois Irmãos, é uma via subterrânea localizada no município do Rio de Janeiro.
Inaugurado em junho de 1971 com 1.522 metros de extensão, integra o Sistema Zuzu Angel (eixo viário Auto-Estrada Lagoa-Barra), ligando o bairro da Gávea a São Conrado, na Zona Sul da cidade.
O sistema é integrado ainda pelo chamado Túnel Acústico, com 550 metros de extensão, próximo à Pontifícia Universidade Católica do Rio de Janeiro (PUC-RJ); pelo Túnel de São Conrado, com 260 metros; pelo Túnel do Joá, com 426 metros; e pelo Elevado das Bandeiras. Passou a ser administrado pelo município do Rio de Janeiro (CET-Rio) desde setembro de 1993.
Atualmente, o sistema atende um tráfego de 130 mil veículos por dia. O túnel é monitorado por um sistema de controle de poluição, e fecha para manutenção e limpeza às segundas(sentido Gávea) e quartas-feiras(sentido São Conrado), das 23h às 5h, exceto nos feriados.

## Homenagem a Zuzu Angel
O túnel recebeu o seu atual nome em homenagem à estilista mineira Zuzu Angel, encontrada morta em um de seus acessos, entre as ferragens do Karmann Ghia que dirigia. O seu automóvel foi encurralado em uma ribanceira por outro veículo, na madrugada do dia 14 de abril de 1976. A informação publicada pela imprensa brasileira à época, de que se tratava de um acidente, décadas mais tarde foi investigada e desmentida; tratou-se, de fato, de um atentado praticado pelos militares então no poder. Zuzu lutava para encontrar o corpo de seu filho, o militante de esquerda Stuart Angel Jones, que desaparecera cinco anos antes, em 1971, após ser detido. Uma semana antes de falecer, a estilista enviou uma carta ao amigo Chico Buarque que deveria ser publicada caso algo lhe acontecesse, onde afirmava: "Se eu aparecer morta por acidente, ou outro meio, terá sido obra dos assassinos do meu amado filho".  Após a ameaça ter sido concretizada, Buarque enviou sessenta cópias dessa carta de Zuzu a personalidades e à imprensa, mas nenhuma nota foi publicada à época.